# Wybory samorządowe na Słowacji w 2010 roku
Wybory samorządowe na Słowacji w 2010 roku (słow. Komunálne voľby v roku 2010) odbyły się w sobotę 27 listopada. W ich wyniku został wyłoniony skład rad gmin i dzielnic, a także wybrani wójtowie, burmistrzowie i prezydenci miast.
Wybory samorządowe na Słowacji odbywają się co cztery lata. 19 maja 2010 na zjeździe Zrzeszenia Miast i Gmin Słowacji (ZMOS) przewodniczący Rady Narodowej wyznaczył ich termin w 2010 roku na 27 listopada. W wyborach wystartowali zarówno przedstawiciele partii politycznych, jak i niezależni. Niektóre ugrupowania podjęły przedwyborczą współpracę: w Bratysławie partie centroprawicy wystawiły wspólną kandydatką na prezydenta miasta, która ostatecznie przegrała z niezależnym kandydatem. W Koszycach prezydentem miasta został kandydat SMERu i Most-Híd Richard Raši, w Nitrze ponownie Jozef Dvonč (SMER), w Preszowie Pavel Hagyari, w Žilinie Igor Choma (SMER), w Trnawie Vladimír Butko, zaś w Trenczynie Richard Rybníček.
Rozdzielono również mandaty w radach miejskich, np. w Bratysławie centroprawicowa koalicja SDKÚ, SaS, KDH, OKS i Most-Híd będzie mieć 30 z 45 radnych, zaś grupa skupiona wokół Smer i SNS – ośmiu radnych.